# St. Oswald (Otterswang)

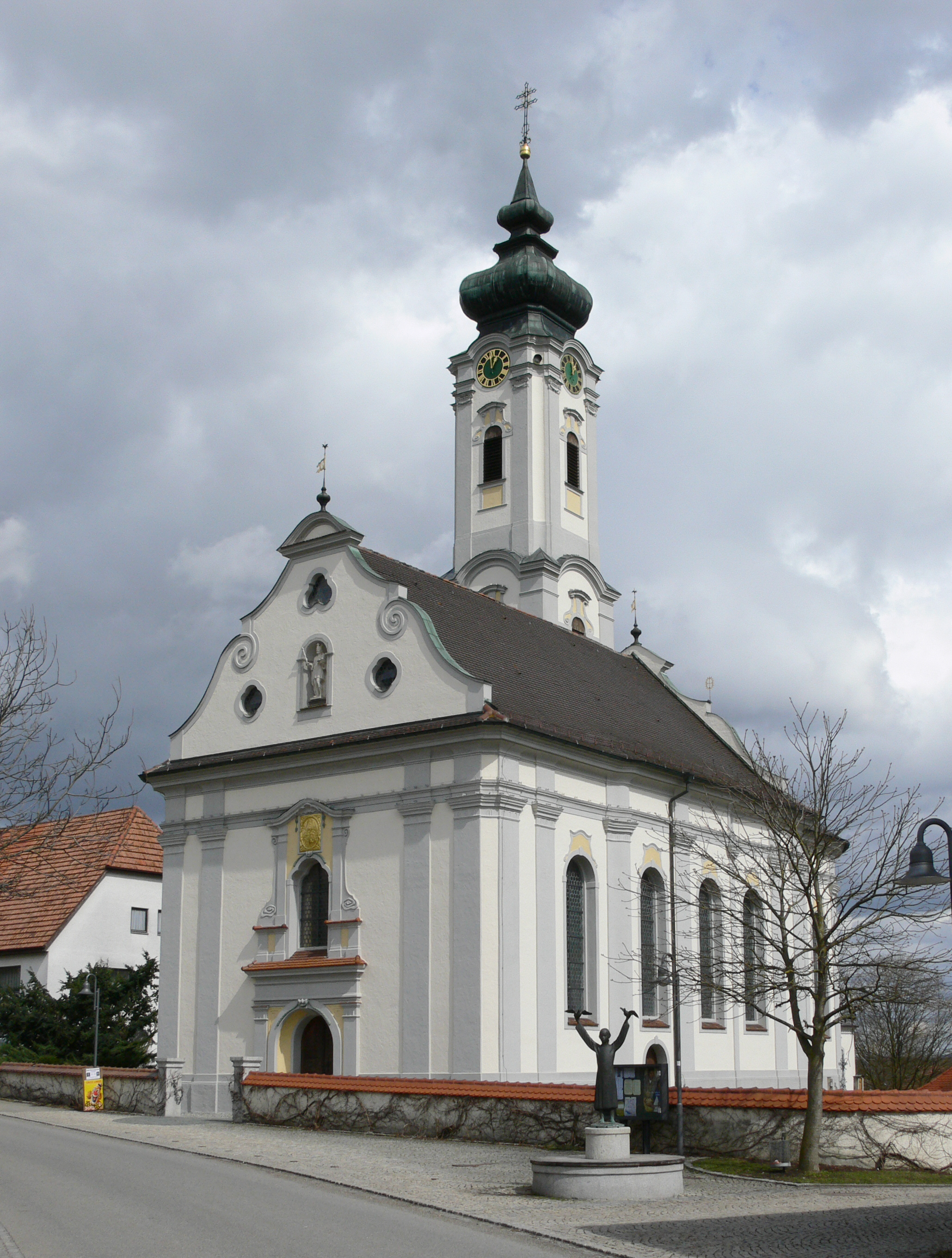
St. Oswald in Otterswang

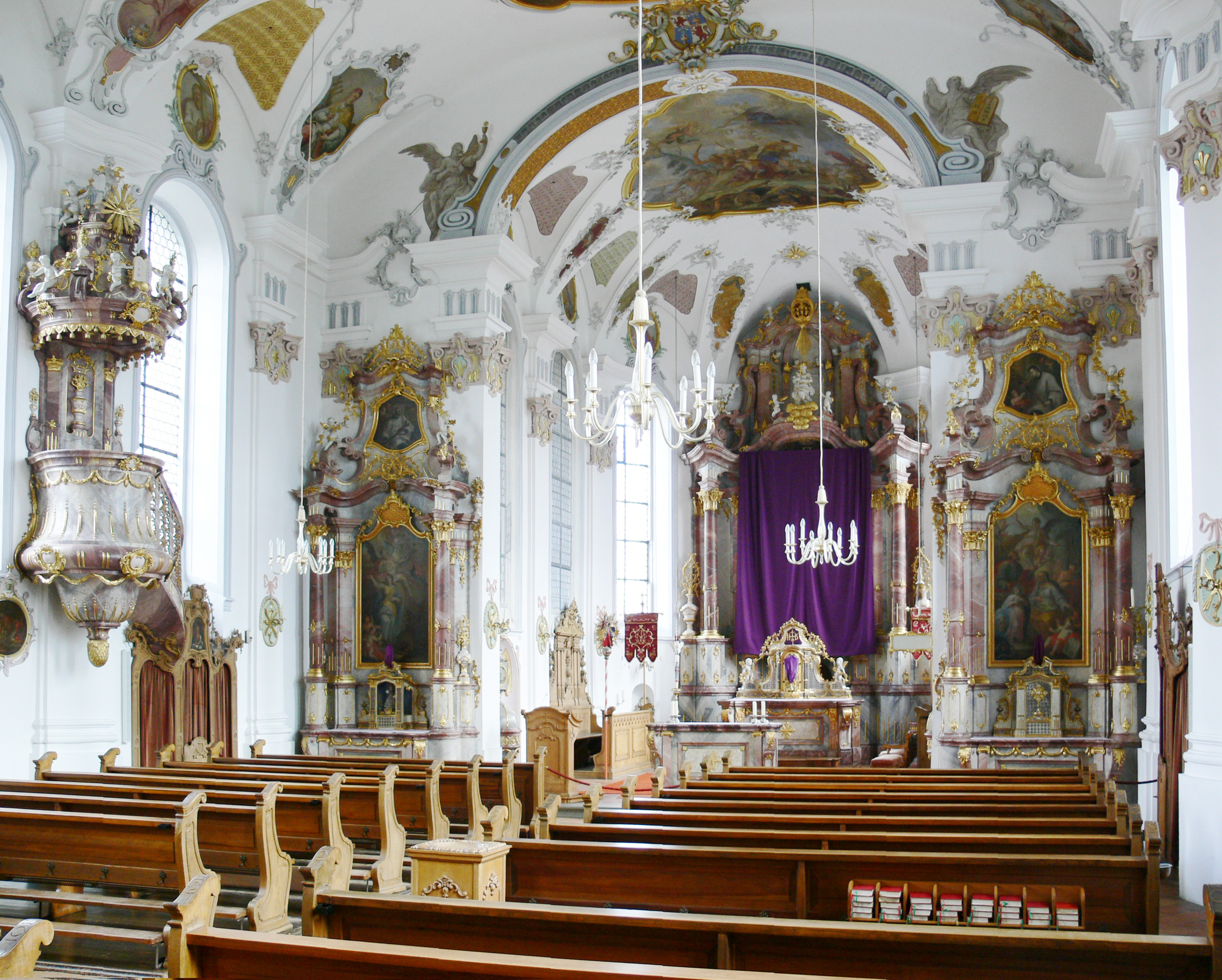
Innenansicht

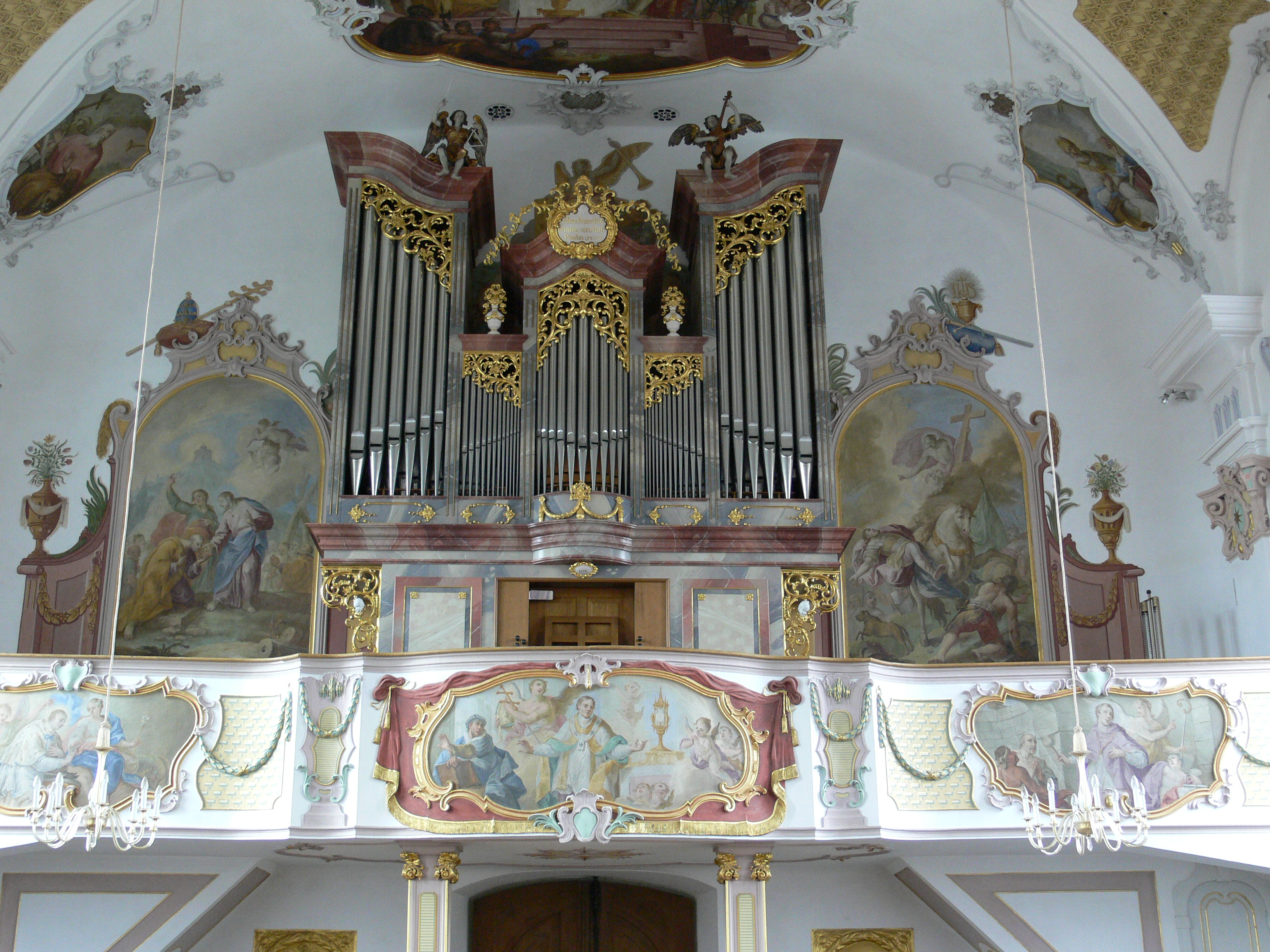
Orgel

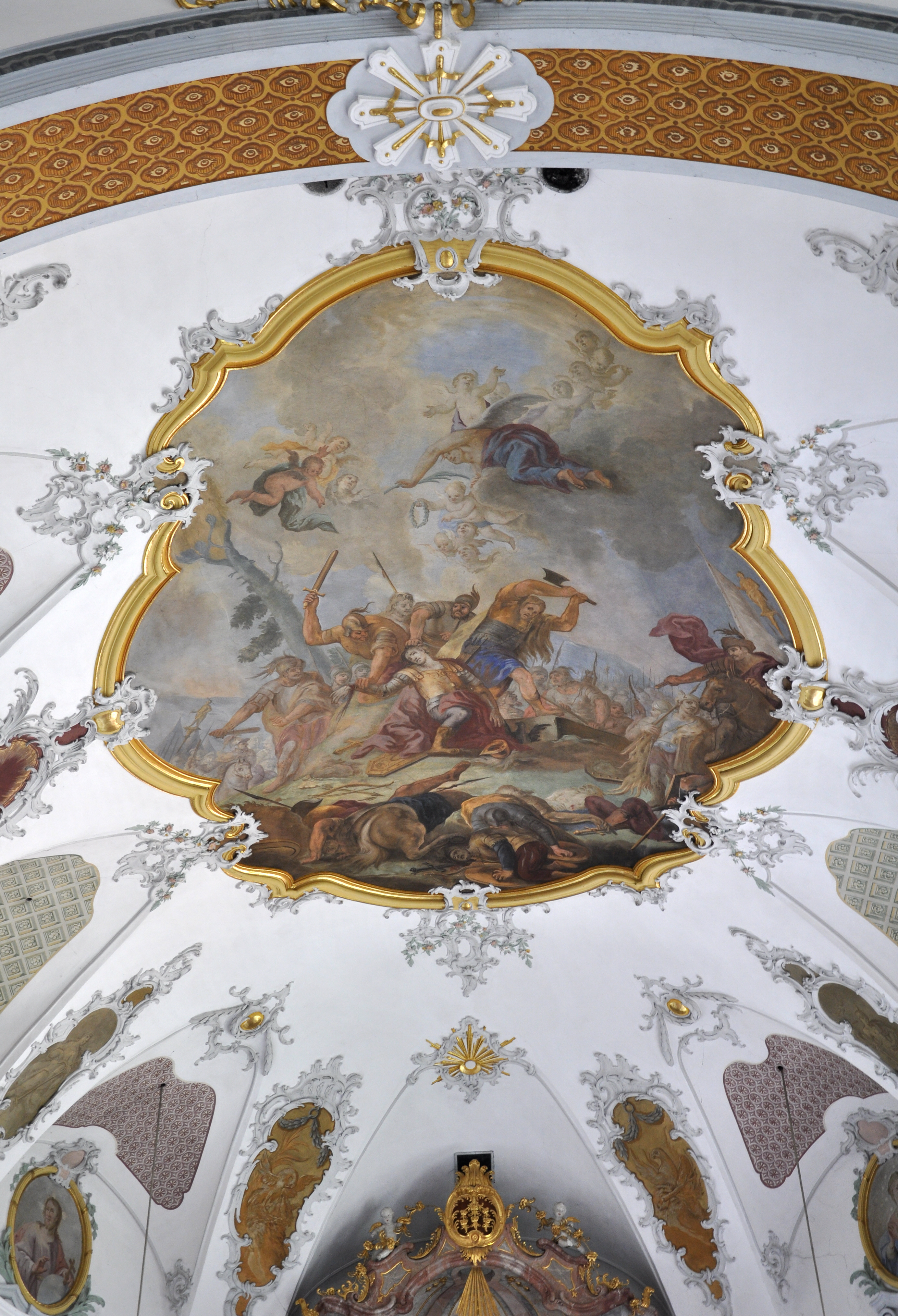
Deckengemälde

Die römisch-katholische Pfarrkirche St. Oswald ist eine Saalkirche des Rokoko im Ortsteil Otterswang von Bad Schussenried im oberschwäbischen Landkreis Biberach. Sie gehört zur Seelsorgeeinheit Bad Schussenried im Dekanat Biberach der Diözese Rottenburg-Stuttgart.

## Geschichte und Architektur
Die Dorfkirche des spätesten Rokoko bildet mit dem Pfarrhaus eine malerische Baugruppe. Sie wurde in den Jahren 1777–1779 durch Jakob Emele im Auftrag der Abtei Schussenried errichtet, der sie seit 1423 inkorporiert ist. Eine Restaurierung erfolgte in den Jahren 1970–1974. Der rechteckige Saal, dessen Längswände an den beiden mittleren Achsen leicht ausgebuchtet sind, ist mit einem eingezogenen Chor verbunden, der in einem korbbogigen Schluss endet und mit einem apsisartigen Sakristeianbau am Chorscheitel und einem nördlichen Chorflankenturm verbunden ist.
Der Außenbau ist mit einer umlaufenden toskanischen Pilastergliederung und einheitlich korbbogigen Fenstern, der Turm mit einer tief eingezogenen, dreifach geschweiften Kuppelhaube wirkungsvoll gestaltet. Das Vorbild der Wallfahrtskirche Steinhausen von Dominikus Zimmermann ist in Details wie den geringfügig vorgezogenen Wandabschnitten, den leicht geschweiften Volutengiebeln, den dekorativen Fensterbekrönungen, in der Gestaltung des Westportals und in den aufgebogenen Gesimsen am Turm erkennbar, ist aber entsprechend der späteren Bauzeit in Richtung auf abgeklärte, weniger dekorative Formen abgewandelt.
Der helle weite Innenraum ist ebenfalls mit weniger reichen Dekorationen ausgeführt und schließt mit Stichkappen-Tonnengewölben über einer Pilastergliederung. Die zurückhaltende, meist aus C-Bögen gebildete Rocaillestuckierung mit vereinzelten Zopfmotiven wurde durch Franz Xaver Guhl ausgeführt, die Fresken aus dem Jahr 1778 von Meinrad von Au. Am Deckenspiegel sind Szenen aus dem Leben des Kirchenpatrons mit der Freigiebigkeit und den missionarischen Tugenden des heiligen Oswald dargestellt. Über den Fenstern ist eine Apostelreihe mit Salvator und der Immaculata zu sehen, an den Gewölbezwickeln die Kirchenväter, vier Kardinaltugenden und im Chor theologische Tugenden. An der Westwand ist die Berufung Petri und die Bekehrung Pauli, an der Emporenbrüstung sind Heilige des Prämonstratenserordens dargestellt. Auch die übrigen Leinwandbilder wurden durch von Au geschaffen.

## Ausstattung
Die flachen Nischenarchitekturen der Altäre und die Kanzel wurden wie die übrigen Kunsttischlerarbeiten im Jahr 1779 durch Joseph Kopf gestaltet. Ein Kruzifix für den früheren Hochaltar wurde 1709 von Johann Eucharius Hermann geschnitzt. Die schmerzhafte Muttergottes wurde nach dem Vorbild der Steinbacher Pietà 1779 vermutlich von Franz Xaver Reusch geschaffen. Die Figuren von Joseph von Arimathia und Nikodemus wurden um 1730 von Georg Anton Machein gearbeitet, auf dem Tabernakel ist der Auferstandene aus der Zeit um 1765 zu sehen, der Joachim Früholz zugeschrieben wird. Die Stuckfiguren im Altar- und Kanzelaufbau stammen vermutlich von Guhl; eine Madonna auf der Mondsichel aus der Zeit um 1490 wird Ivo Strigel zugeschrieben.
Die Orgel ist ein Werk der Firma Rieger Orgelbau aus dem Jahr 1979 mit 15 Registern auf zwei Manualen und Pedal.